# Trachyostus schaufussi
Trachyostus schaufussi is een keversoort uit de familie snuitkevers (Curculionidae). De wetenschappelijke naam van de soort werd in 1913 gepubliceerd door Strohmeyer.